# Impérialisme économique (économie)
L'impérialisme économique est un terme de sciences sociales et d'épistémologie qui désigne l'utilisation par certains économistes d'outils et méthodes de la science économique pour analyser des objets traditionnellement analysés par d'autres sciences sociales. 

## Concept

### Principes
Le terme est utilisé pour critiquer le manque d'adaptabilité de certains outils économiques à l'analyse de la société ou d'autres phénomènes sociaux. L'autonomisation de la science économique dans le champ des sciences sociales, et son succès dans la description de divers phénomènes qui échappent aux autres disciplines, lui aurait permis de devenir impérialiste, c'est-à-dire à envahir les autres sciences sociales. 
Cette tendance débute dans les années 1960 par les travaux de l'économiste Gary Becker et porte sur des thèmes comme la loi, le préjugé, le goût, le comportement irrationnel, la politique, la sociologie, la culture,  la religion, la guerre, la science, la recherche, la criminalité,, la discrimination, l'éducation, ou encore la famille.

### Conflit entre champs académiques
Pierre Bourdieu remarque que l'impérialisme de l'économie n'est pas unique, car toutes les disciplines sont tentées de sortir des frontières premières de leur champ d'étude. Il souligne ainsi que la sociologie a été un temps considérée comme impérialiste car elle ôtait à la psychologie du XIXe siècle le monopole de la compréhension des comportements sociaux. Il remarque toutefois qu'au XXe siècle, c'est l'économie qui est la plus tentée par l'impérialisme, et ce depuis les travaux de Gary Becker, qui applique à l'étude de la société des modèles néoclassiques. 
Le Conseil d'analyse économique soutient en 2001 que si, « parmi les sciences sociales, l'économie est facilement soupçonnée d'avoir des tentations impérialistes », elle doit aborder avec une précaution toute particulière un certain nombre de thèmes où les autres sciences sociales ont apporté une connaissance solide, comme celui des inégalités, au risque de tomber dans l'économisme.
Ainsi, le principal conflit académique au sujet de l'impérialisme serait entre sociologie et économie. Certains avancent également que la science politique s'est de plus en plus inspirée de l'économie dans ses modèles.

## Critique et débats
Plusieurs auteurs ont souligné le caractère non exclusif de l'impérialisme de l'économie. Fernand Braudel a écrit que chaque discipline académique, surtout lorsqu'elle est jeune, tente de « soulever l'ensemble du social, et de l'expliquer à elle seule », et ajoute que « il y a eu, et il y a encore un économisme, un géographisme, un sociologisme, un historicisme ; tous impérialismes assez naïfs dont les prétentions sont assez naturelles, voire nécessaires : pendant un certain temps du moins, cette agressivité a eu ses avantages. Mais peut-être, aujourd'hui, conviendrait-il d'y mettre un terme ».